# Estádio Antônio Santo Renosto
O Estádio Municipal Antônio Santo Renosto, conhecido como Cerradão, é um estádio de futebol localizado na cidade de Primavera do Leste, no estado de Mato Grosso, tem capacidade para 4.000 pessoas.
É o estádio do Primavera Atlético Clube que disputa o Campeonato Mato-Grossense.

## História
O estádio foi reformado para receber os jogos do Primavera na elite estadual, e teve a construção de uma nova arquibancada.
Em 24 de janeiro de 2024, recebeu a partida do Primavera contra o Araguaia, a estreia do Primavera como mandante, válida pela segunda rodada do estadual.